# Aleš Šabeder
Aleš Šabeder, slovenski ekonomist in politik; * 4. marec 1970. 
Šabeder je nekdanji direktor Semenarne Ljubljana, nekdanji generalni direktor UKC Ljubljana in nekdanji minister za zdravje Republike Slovenije v Šarčevi vladi.

## Življenjepis
Izvorno Ptujčan, je diplomiral na Ekonomsko-poslovni fakulteti Univerze v Mariboru. Bil je v vodstvu več podjetij, med njimi v Mercatorju, Petrolu in v Semenarni Ljubljana. 1. januarja 2018, ga je 12. vlada Republike Slovenije imenovala za generalnega direktorja Univerzitetnega kliničnega centra Ljubljana, ki je bil tedaj v primežu čakalnih vrst, organizacijskih težav in korupcijskih afer.

### Minister za zdravje
Po odstopu Sama Fakina z mesta ministra za zdravje Republike Slovenije, je bil Šabeder 8. marca 2019, s strani 13. vlade Republike Slovenije, kot del ministrske kvote stranke LMŠ imenovan za njegovega naslednika.. Konec njegovega mandata je zaznamovala pandemija nove koronavirusne bolezni, ki je marca 2020 dosegla tudi Slovenijo. 13. marca 2020 je mandat zasedla nova vlada, Šabeder pa je napovedal povratek v gospodarstvo. 
Kmalu je bil imenovan na mesto predsednika nadzornega sveta Telekoma Slovenije, od koder je oktobra 2020 odstopil. Minister za zdravje v Golobovi vladi Danijel Bešič Loredan je Šabedra ob svoji predstavitvi v državnem zboru predstavil kot del svoje ožje ekipe. 29. junija 2022 je bil izvoljen za predsednika sveta onkološkega inštituta.